# Souhayr Belhassen
Souhayr Belhassen (Gabès, 1943), es una periodista y activista defensora de los derechos humanos en Túnez. El 24 de abril de 2007 asumió la presidencia de la Federación Internacional por los Derechos Humanos (FIDH).

## Biografía
Hija de una madre tunecina y un padre nacido en Indonesia aunque de familia tunecina, es licenciada en Derecho por la Universidad de Túnez y el Instituto de Estudios Políticos de París. Trabajó como periodista durante dos décadas, desde finales de 1970, como corresponsal en Túnez del semanario Jeune Afrique y la agencia de noticias Reuters. También ha sido muy activa en la lucha por la defensa de los derechos humanos en su país, participando en la Liga Tunecina de Derechos Humanos, fundada en 1977.
Fue elegida para dirigir la Federación Internacional por los Derechos Humanos en sustitución de Sidiki Kaba, convirtiéndose así en la primera mujer musulmana en ocupar la dirección. Su discurso de toma de posesión trató sobre la situación de la mujer en los países en desarrollo.

## Premios
El 1 de enero de 2008 fue nombrada doctor honoris causa por la Universidad Católica de Lovaina.El 30 de abril de 2011, Suhair Belhassen recibió el premio “Mujer árabe del año”. El premio le fue entregado en la Villa Cultural Katara en Doha.